# 地理围栏

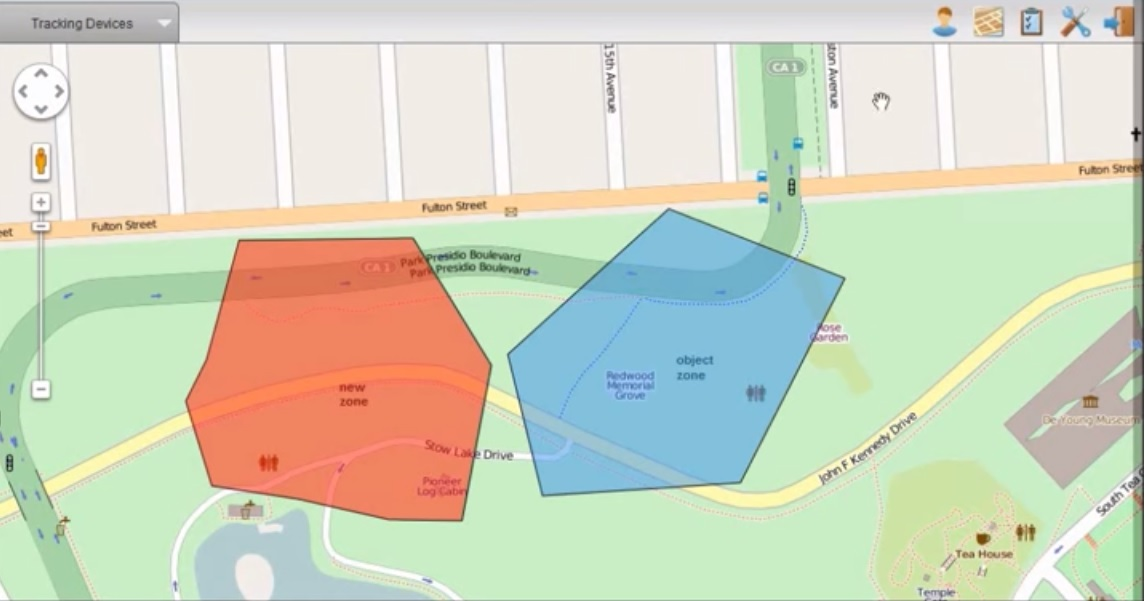
GPS 应用程序中的两个地理围栏

地理围栏是指人們在現實世界中劃出的一個虚拟边界。 
例如用户在有位置感知服務的设备上開啟了基于位置的服务後进入或離開地理围栏內的區域時，用户的设备會触发警报，并向劃定地理围栏的服務方发送消息。该訊息可能包含用戶设备的位置，而且該訊息也會发送到用戶的移动电话或电子邮件帐户中。